# Main Event der World Series of Poker 2002
Das Main Event der World Series of Poker 2002 war das Hauptturnier der 33. Austragung der Poker-Weltmeisterschaft in Las Vegas.

## Turnierstruktur
Das Hauptturnier der World Series of Poker in No Limit Hold’em startete am 20. Mai und endete mit dem Finaltisch am 24. Mai 2002. Ausgetragen wurde das Turnier im Binion’s Horseshoe in Las Vegas. Die insgesamt 631 Teilnehmer mussten ein Buy-in von je 10.000 US-Dollar zahlen, für sie gab es 45 bezahlte Plätze.

## Deutschsprachige Teilnehmer
Der Österreicher Siegfried Stockinger landete als einziger deutschsprachiger Teilnehmer in den Geldrängen. Er belegte den 17. Platz und kassierte dafür 50.000 Dollar.

## Finaltisch

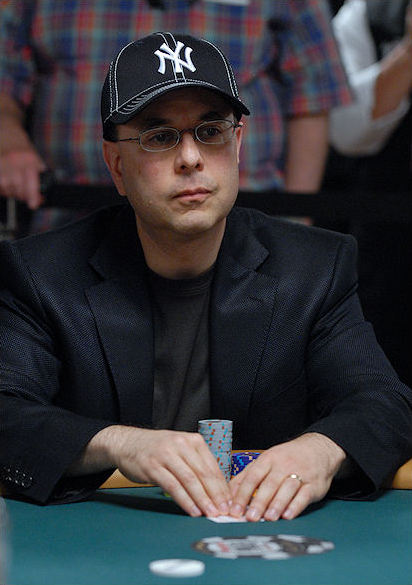
Robert Varkonyi (2009)

Der Finaltisch wurde am 24. Mai 2002 ausgespielt. In der finalen Hand gewann Varkonyi mit Q♦ 10♠ gegen Gardner mit J♣ 8♣.
| Platz | Herkunft               | Spieler           | Preisgeld (in $) |
| ----- | ---------------------- | ----------------- | ---------------- |
| 1     | Vereinigte Staaten     | Robert Varkonyi   | 2.000.000        |
| 2     | Vereinigtes Konigreich | Julian Gardner    | 1.100.000        |
| 3     | Vereinigte Staaten     | Ralph Perry       | 0.550.000        |
| 4     | Irland                 | Scott Gray        | 0.281.480        |
| 5     | Vereinigte Staaten     | Harley Hall       | 0.195.000        |
| 6     | Vereinigte Staaten     | Russell Rosenblum | 0.150.000        |
| 7     | Vereinigtes Konigreich | John Shipley      | 0.125.000        |
| 8     | Vereinigte Staaten     | Tam Minh Duong    | 0.100.000        |
| 9     | Vereinigte Staaten     | Minh Ly           | 0.085.000        |